# Johannes Kröll
Johannes Kröll (27 marzo 1991) è un ex sciatore alpino austriaco.

## Biografia

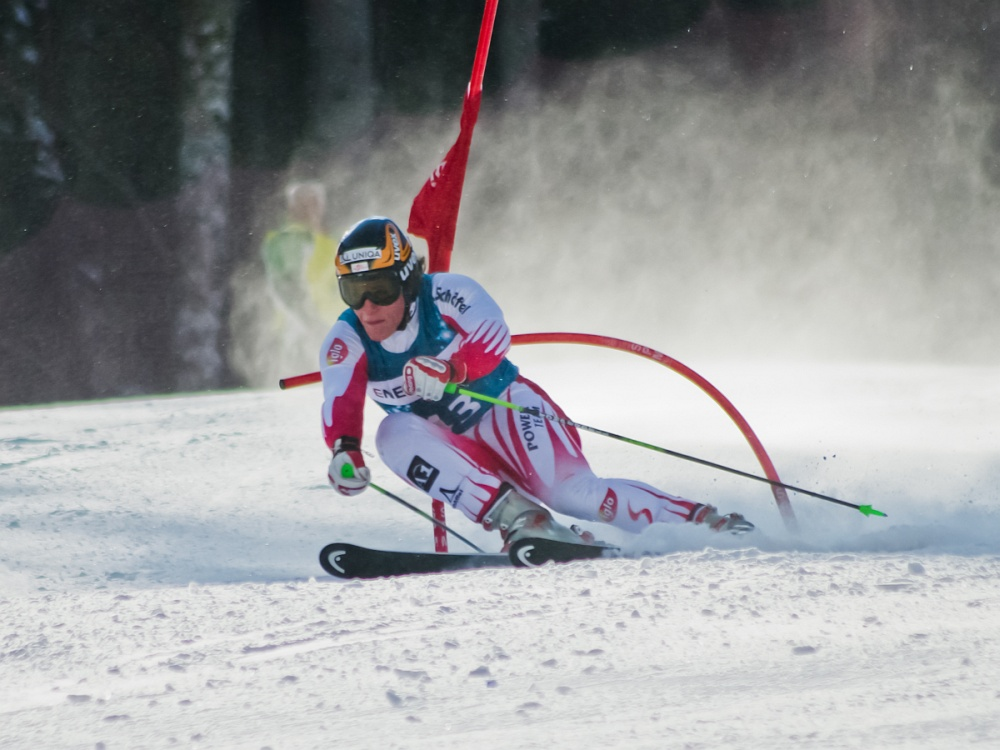
Johannes Kröll in gara a Hinterstoder nel 2010

Specialista delle discipline veloci originario di Öblarn e attivo in gare FIS dal dicembre del 2006, Kröll in Coppa Europa  ha esordito il 4 dicembre 2008 a Reiteralm, senza completare il supergigante in programma, e ha conquistato il primo podio il 12 gennaio 2011 a Innsbruck Patscherkofel, giungendo 2º in discesa libera alle spalle dello svizzero Vitus Lüönd. L'11 marzo dello stesso anno ha debuttato in Coppa del Mondo nella discesa libera tenutasi a Lillehammer Kvitfjell, dove ha concluso 32º.
L'11 gennaio 2012 ha conquistato la sua prima vittoria in Coppa Europa, nella discesa libera disputata sul tracciato di Val-d'Isère, e a fine stagione è risultato vincitore della classifica di specialità nel circuito continentale. Il 23 febbraio 2013 ha colto a Garmisch-Partenkirchen in discesa libera il miglior piazzamento in Coppa del Mondo (10º), che avrebbe bissato il 24 novembre 2018 a Lake Louise nella medesima specialità.
Il 23 febbraio 2017 ha ottenuto a Sarentino in discesa libera la sua ultima vittoria in Coppa Europa e il 21 febbraio dell'anno seguente l'ultimo podio nel circuito, nelle medesime località e specialità (3º). Si è ritirato al termine della stagione 2019-2020 e la sua ultima gara è stata il supergigante di Coppa del Mondo disputato il 29 febbraio a Hinterstoder, chiuso da Kröll al 43º posto; non ha preso parte a rassegne olimpiche o iridate.

## Palmarès

### Coppa del Mondo
- Miglior piazzamento in classifica generale: 89º nel 2013

### Coppa Europa
- Miglior piazzamento in classifica generale: 7º nel 2017
- Vincitore della classifica di discesa libera nel 2012
- 13 podi:
  - 6 vittorie
  - 2 secondi posti
  - 5 terzi posti

#### Coppa Europa - vittorie
| Data             | Località              | Paese   | Specialità |
| ---------------- | --------------------- | ------- | ---------- |
| 11 gennaio 2012  | Val-d'Isère           | Francia | DH         |
| 12 gennaio 2012  | Val-d'Isère           | Francia | DH         |
| 27 gennaio 2012  | Altenmarkt-Zauchensee | Austria | DH         |
| 3 febbraio 2015  | Sella Nevea           | Italia  | DH         |
| 26 gennaio 2017  | Méribel               | Francia | DH         |
| 23 febbraio 2017 | Sarentino             | Italia  | DH         |

Legenda:

DH = discesa libera

### Campionati austriaci
- 1 medaglia:
  - 1 oro (discesa libera nel 2013)

### Campionati austriaci juniores
- 4 medaglie:
  -  2 ori (discesa libera. combinata nel 2008)
  -  2 bronzi (discesa libera nel 2007; discesa libera nel 2011)[senza fonte]